# Tan Yankai
Tan Yankai (ur.  25 stycznia 1880 w Hangzhou, zm. 22 września 1930 w Nankinie) – chiński polityk i wojskowy.
Pochodził z Hangzhou w prowincji Zhejiang. Zdobył dogłębne wykształcenie w zakresie chińskiej literatury klasycznej i kaligrafii, a jego prace kaligraficzne były później wysoko cenione. W 1904 roku zdał egzamin urzędniczy i został członkiem prestiżowej Akademii Hanlin. Jako zwolennik reform przyłączył się do republikanów podczas rewolucji Xinhai w 1911 roku. Później uczestniczył w walce z dążącym do władzy absolutnej prezydentem Yuan Shikaiem.
W latach 1916–1920 pełnił urząd gubernatora Hunanu. Obalony i wypędzony z prowincji przez militarystę Zhao Hengti, zbiegł do Kantonu, gdzie wszedł w skład tworzonego przez Sun Jat-sena rządu jako minister spraw wewnętrznych. W lipcu 1922 roku stanął na czele Armii Hunanu, która wzięła udział w walkach z siłami militarysty Chen Jiongminga, następnie podczas ekspedycji północnej w 1926 roku był dowódcą jednego z oddziałów Armii Narodowo-Rewolucyjnej.
Członek Centralnego Komitetu Wykonawczego Kuomintangu. Poparł Wang Jingweia w sporze z Czang Kaj-szekiem i stanął na czele utworzonego w Wuhanie konkurencyjnego wobec Czanga rządu. Po pojednaniu się wkrótce potem z Czangiem został desygnowany na przewodniczącego Rządu Narodowego (1927–1928), a później premiera (1928–1930). Po śmierci pochowano go w pobliżu mauzoleum Sun Jat-sena w Nankinie.